# Rosie Perez
Rosie Perez, rodným jménem Rosa Maria Perez (* 6. září 1964, Brooklyn, New York, USA) je americká herečka. Narodila se portorickým přistěhovalcům v New Yorku; kvůli jejich chudobě se později přestěhovala k tetě. Herectví se profesionálně začala věnovat koncem osmdesátých let; první větší rolí byla mladá matka ve filmu Jednej správně. Později hrála například ve filmech King of the Jungle (1999), Neviditelné děti (2005), Stejně jako syn (2006) nebo Travička zelená (2008). Mimo hraní ve filmech se také věnuje divadlu.

## Filmografie

### Film
| Rok  | Název                                            | Role                   | Poznámky            |
| ---- | ------------------------------------------------ | ---------------------- | ------------------- |
| 1989 | Jednej správně                                   | Tina                   |                     |
| 1991 | Noc na Zemi                                      | Angela                 |                     |
| 1992 | Bílí muži neumějí skákat                         | Gloria Clemente        |                     |
| 1993 | Nezkrotné srdce                                  | Cindy                  |                     |
| 1993 | Beze strachu                                     | Carla Rodrigo          |                     |
| 1994 | Může to potkat i vás                             | Muriel Lang            |                     |
| 1994 | Somebody to Love                                 | Mercedes               |                     |
| 1997 | A Brother's Kiss                                 | Debbie                 |                     |
| 1997 | Pravdivá romance II                              | Perdita Durango        |                     |
| 1999 | The 24 Hour Woman                                | Grace Santos           | také producentka    |
| 2000 | Eldorádo                                         | Chel (hlas)            |                     |
| 2000 | King of the Jungle                               | Joanne                 |                     |
| 2001 | Slez ze stromu                                   | Louise                 |                     |
| 2001 | Kluci v mém životě                               | Shirley Perro          |                     |
| 2003 | From the 104th Floor                             | vypravěčka             |                     |
| 2004 | Exactly                                          | Angela                 | krátkometrážní film |
| 2005 | Neviditelné děti                                 | Ruthie                 |                     |
| 2005 | Yo soy Boricua, pa'que tu lo sepas!              | samu sebe              | režisérka, dokument |
| 2006 | Home                                             | samu sebe              |                     |
| 2006 | Stejně jako syn                                  | paní Pondersová        |                     |
| 2008 | Úlovek                                           | Marina De La Pena      |                     |
| 2008 | Travička zelená                                  | strážník Carol Brazier |                     |
| 2010 | The Other Guys                                   | samu sebe              |                     |
| 2010 | Pete Smalls Is Dead                              | Julia                  |                     |
| 2012 | Small Apartments                                 | slečna Bakerová        |                     |
| 2012 | Na dno nás nedostanete                           | Brenna Harper          |                     |
| 2013 | Konzultant                                       | Ruth                   |                     |
| 2013 | The Being Experience                             | samu sebe              |                     |
| 2013 | Gods Behaving Badly                              | Persephone             |                     |
| 2014 | Nebojácné pastelky                               | Red (hlas)             |                     |
| 2014 | Fugly!                                           | Zowie                  |                     |
| 2015 | Ladíme 2                                         | moderátorka The View   |                     |
| 2015 | Puerto Ricans in Paris                           | Gloria                 |                     |
| 2015 | Five Nights in Maine                             | Ann                    |                     |
| 2017 | Active Adults                                    | Zoe                    |                     |
| 2019 | Mrtví neumírají                                  | Posie Juarez           |                     |
| 2020 | Birds of Prey (Podivuhodná proměna Harley Quinn) | Renee Montoya          |                     |
| 2020 | To poslední, co chtěl                            | Alma Guerrero          |                     |
| 2020 | Halušky: Dobrodružství s psychedeliky            | ona sama               | dokument            |

### Televize

#### Film
| Rok  | Název                                      | Role                  | Poznámky                                         |
| ---- | ------------------------------------------ | --------------------- | ------------------------------------------------ |
| 1990 | Zločinná spravedlnost                      | Denise Moore          |                                                  |
| 1995 | In a New Light: Sex Unplugged              | samu sebe/moderátorka |                                                  |
| 1997 | Subway Stories: Tales from the Underground | záhadná dívka         | také producentka, segment: „Love on the A Train“ |
| 2004 | Copshop                                    | Heaven                |                                                  |
| 2004 | Lackawanna Blues                           | Bertha                | TV film                                          |
| 2006 | Lolo's Cafe                                | Maria (hlas)          |                                                  |
| 2009 | Exit 19                                    | Lorna                 |                                                  |
| 2010 | Před očima                                 | Marisol Reyes         |                                                  |

#### Televize
| Rok       | Název                                           | Role                                     | Poznámky                      |
| --------- | ----------------------------------------------- | ---------------------------------------- | ----------------------------- |
| 1990      | Jump Street 21                                  | Rosie Martinez                           | díl: „2245“                   |
| 1990      | In Living Color                                 | samu sebe/choreografka                   | díl: „Spike's Joint“          |
| 1990–1991 | WIOU                                            | Lucy Hernandez                           | 4 díly                        |
| 1995–1997 | Happily Ever After: Fairy Tales for Every Child | Thumbelina / čarodějnice / Robinita Hood | 3 díly                        |
| 2002      | Vdovy                                           | Linda Perelli                            | 4 díly                        |
| 1995–2004 | Frasier                                         | Francesca / Lizbeth                      | 2 díly                        |
| 2005–2008 | Jdi, Diego, jdi!                                | Click, kamera (hlas)                     | 64 dílů                       |
| 2008–2009 | Džungle rtěnek                                  | Dahlia Morales                           | 6 dílů                        |
| 2009      | Zákon a pořádek: Útvar pro zvláštní oběti       | Eva Banks                                | díl: „Hardwired“              |
| 2011–2013 | Cleveland show                                  | Choni / teta Chonie                      | 4 díly                        |
| 2012      | Sestřička Jackie                                | Jules                                    | díl: „Pomalu rostoucí obludy“ |
| 2014      | An American Education                           | Rita Gomez                               | pilotní díl                   |
| 2014–2015 | The View                                        | moderátorka                              |                               |
| 2014–2017 | Penn Zero: Hrdina na půl úvazku                 | teta Rose (hlas)                         | vedlejší role, 9 dílů         |
| 2016      | Search Party                                    | Lorraine De Cross                        | vedlejší role, 4 díly         |
| 2017      | Pure                                            | Phoebe O'Reilly                          | 6 dílů                        |
| 2017      | Nightcap                                        | samu sebe                                | díl: „Guest in a Snake“       |
| 2017-     | Bounty Hunters                                  | Nina Morales                             | vedlejší role, 6 dílů         |
| 2017-18   | Elena z Avaloru                                 | Dulce (hlas)                             | 3 díly                        |
| 2018      | Rise                                            | Tracey Wolfe                             | hlavní role, 10 dílů          |
| 2019      | Zelený servis                                   | Adriana                                  | díl: „Proxy“                  |
| 2019      | Ona to musí mít                                 | Doña Lucy Christina                      | díl: „#OhJudoKnow?“           |
| 2020      | Letuška                                         | Megan Briscoe                            |                               |